# بابلو مارتينيز (لاعب كرة قدم فرنسي)
بابلو مارتينيز (بالفرنسية: Pablo Martinez)‏ هو لاعب كرة قدم فرنسي في مركز الدفاع، ولد في 21 فبراير 1989 في مارتيج في فرنسا. لعب مع نادي جازيليك أجاكسيو ونادي مارتيغ.

## وصلات خارجية
- بابلو مارتينيز (لاعب كرة قدم فرنسي) على موقع رابطة كرة القدم الفرنسية للمحترفين (الإنجليزية)
- بابلو مارتينيز (لاعب كرة قدم فرنسي) على موقع قاعدة بيانات كرة القدم.إي يو (الإنجليزية)
- بابلو مارتينيز (لاعب كرة قدم فرنسي) على موقع Soccerway.com (الإنجليزية)
- بابلو مارتينيز (لاعب كرة قدم فرنسي) على موقع AS.com (الإسبانية)